# ادنکوبن
شهر ادنکوبن در ایالت راینلند-فالتز در کشور آلمان واقع شده است.